# Корден, Макс
Макс Корден (англ. W. Max Corden) — австралийский экономист. 

## Биография
Учился в Мельбурнском университете (окончил в 1950 году) и Лондонской школе экономики. Преподавал в Оксфорде (1967—1976); Австралийском национальном университете (1977—1988); университете Джонса Гопкинса (с 2002). Президент Австралийского экономического общества (1977—1980). Лауреат премии Б. Хармса (1986). Член «Группы тридцати» (1982—1990). Наиболее известен работами по теории торгового протекционизма, включая модель развития Голландской болезни в международной торговле. Также он изучал международную валютную систему, макроэкономическую политику развивающихся стран и экономику Австралии. Умер 21 октября 2023 года в возрасте 96 лет.

## Основные произведения
- Корден У. М. Стратегическая внешнеторговая политика // Панорама экономической мысли конца XX столетия. В 2-х томах / Под ред. Гринэуэй Д.[англ.], Блини М., Стюарт И. — СПб.: Экономическая школа, 2002 — Т.1 — С.328—350 — ISBN 5-900428-66-4
- «Торговая политика и экономическое благосостояние» (Trade Policy and Economic Welfare (1974);
- Corden, W.M. "Booming sector and Dutch disease economics: survey and consolidation." / W. M. Corden // Oxford economic Papers 36.3 (1984): p. 359—380.
- «Международная торговая теория и политика» (International Trade Theory and Policy, 1992).